# Def Con Dos
Pour les articles homonymes, voir DCD.
Def Con Dos (DCD) est un groupe de rap metal et rap rock espagnol formé à la fin des années 1980 entre Vigo et Madrid. Le groupe se sépare en 1999 et se reforme en 2004. Les paroles de leurs chansons sont fortement engagées socialement.

## Biographie
Le groupe est formé en 1987 à l'initiative de Julián Hernández de Siniestro Total, dont d'imiter des groupes de hip-hop américains comme Public Enemy, Run DMC et des Beastie Boys. Ils tournent dans Madrid sous le nom initial de Freddy Krueger y los Masters del Universo. Quelques mois plus tard, ils décident de poursuivre le projet, et renomment leur groupe Def Con Dos, nom inspiré par l'un des niveaux d'alerte de sécurité nationale utilisée par le Pentagone. À cette période, le groupe se consacre au hip-hop avec trois projets Primer asalto (démo, Grabaciones taponadas, 1988), Segundo asalto (mini-LP, DRO, 1989) et Tercer asalto (album, DRO, 1989).
En 1994, ils publient l'album Armas Pal Pueblo, et sont rejoints par le guitariste Juanjo Melero, aka Mala Fe, et Juanjo Pizarro, aka El Mercenario. Pour la promotion de leur album, ils tournent en Europe, comme au Printemps de Bourges en France et au Dour Festival en Belgique en 1996. En 1998, ils participent au Warped Tour, aux côtés de Bad Religion, Deftones, et Rancid, notamment. Ils publient l'année suivante en 1999, leur compilation Dogmatofobia.
Entre 1999 et 2004, le groupe cesse toute activité. En 2004, le groupe publie un nouvel album intitulé Recargando au label Warner Music Group, dont le son est heavy metal. Il est suivi par l'album live 6 dementes contra el mundo en 2006, et par l'album studio Hipotécate tú en 2009.

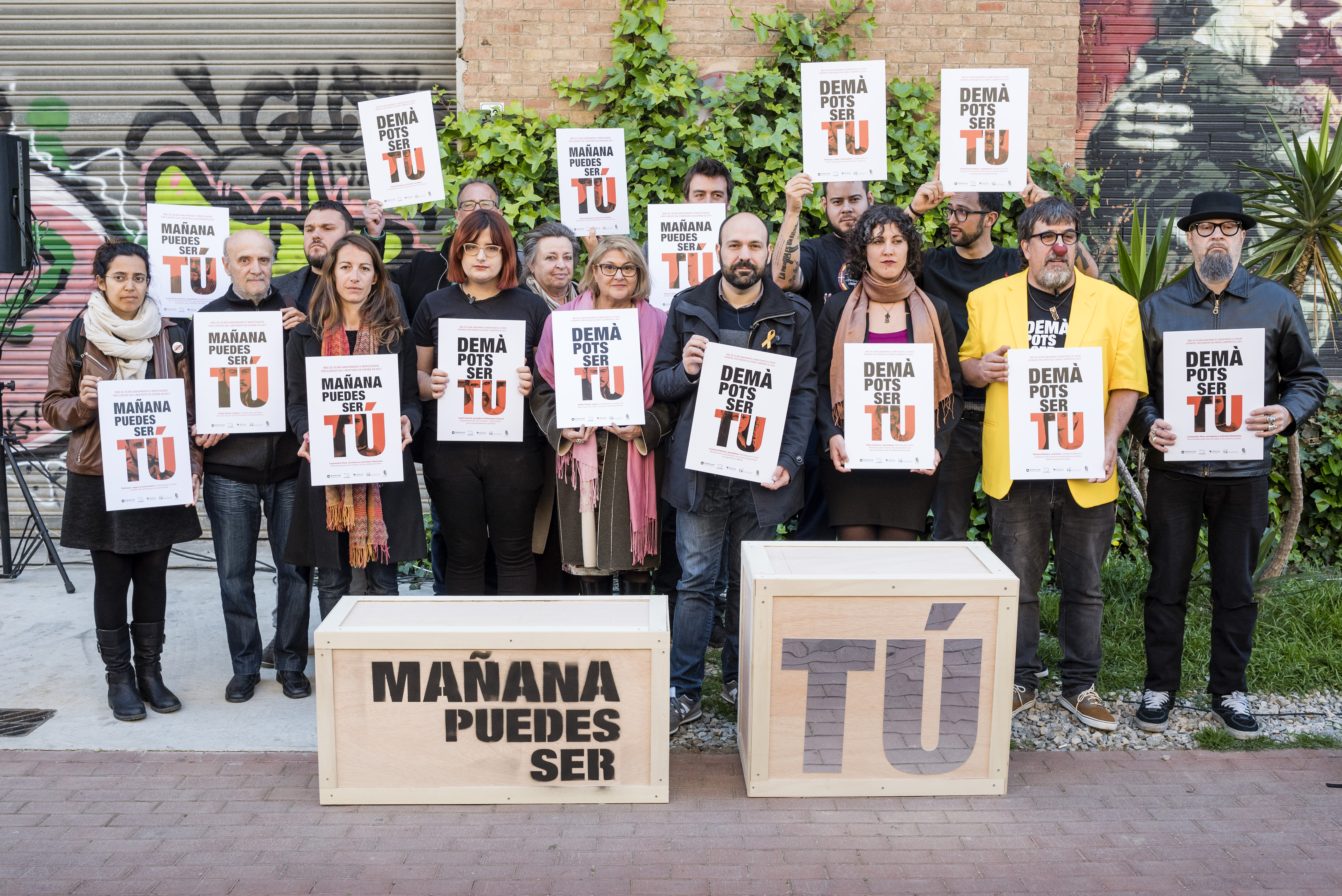
Réunion organisée par l'association catalaniste Omnium Cultural réunissant des justiciables que cette dernière considère poursuivis pour leurs opinions - Cesar Strawberry avec deux autres rappeurs Pablo Hasél et Valtònyc

En 2011 sort l'album hommage intitulé La culpa de todo la tiene Def con Dos qui fait participer Andrés Calamaro, SFDK et La Cabra Mecánica. En 2013 sort l'album España es idiota toujours chez Warner.

## Membres

### membres actuels
- Ken - guitare
- Peón Kurtz - chant, DJing
- Kiki Tornado - batterie
- J. Al Ándalus - basse
- Marco Masacre - chant
- César Strawberry - chant

### Anciens membres
- Juanjo Melero (Mala Fe)
- José « Niño » Bruno (Little Boy)
- Juanjo Pizarro (El Mercenario)
- Nicolás (Kamarada Nikolai)
- Manolo Benítez (El Guanche)
- Juanito Sangre
- Manolo Tejeringo
- Julián Kanevsky (Gautxito)
- Óscar López (Sargento Láser)
- Bul Bul - batterie
- Mariano Lozano - sampler
- Julián Hernández (Padre Damián J. Karras)

## Discographie
- 1989 : Primer Asalto (démo)
- 1989 : Segundo Asalto
- 1991 : Tercer Asalto (inclut Primer Asalto)
- 1994 : Armas pal pueblo
- 1995 : Alzheimer
- 1996 : Ultramemia
- 1998 : De Poca Madre
- 1999 : Dogmatofobia (double CD)
- 2004 : Recargando (CD et DVD)
- 2006 : 6 Dementes Contra el Mundo (CD et DVD)

## Vidéos
- 1995 : Videohistorias Vol.1 Dro East West, S.A. (VHS)
- 1997 : Videohistorias Vol.2 Dro East West, S.A. (VHS)
- 2005 : Videohistorias 2005  Dro East West, S.A. (DVD)